# Il prof. dott. Guido Tersilli primario della clinica Villa Celeste convenzionata con le mutue
Pour plus de détails, voir Fiche technique et Distribution.
Il prof. dott. Guido Tersilli primario della clinica Villa Celeste convenzionata con le mutue est un film italien réalisé par Luciano Salce et sorti en 1969.
C'est la suite du Gynéco de la mutuelle, un film de Luigi Zampa sorti l'année précédente.

## Synopsis
Le professeur Guido Tersilli, à la tête d'une clinique prestigieuse, accorde une attention particulière aux dépenses, aux budgets et aux conventions, de sorte que les meilleurs traitements deviennent l'apanage des patients riches ou prêts à payer grassement, au mépris total de ceux qui, en revanche, sont contraints de recourir à la convention mutualiste. La cupidité de Tersilli, également soutenu par sa mère, ne connaît aucune limite et rien ne peut l'arrêter, pas même la désapprobation des médecins et des collaborateurs. Ces derniers décident finalement d'abandonner la clinique pour la santé des patients et aussi pour leur propre bénéfice. Dans la clinique ne reste alors que le médecin-chef.
Tersilli, qui est maintenant sur la corde raide à cause des difficultés financières, médite un moment sur la possibilité de quitter son travail pour retourner soigner les patients, lorsque le retour de sa mère après une opération de chirurgie esthétique dans une clinique suisse ouvre au médecin une perspective attrayante : transformer Villa Celeste en une clinique de chirurgie esthétique et un centre de beauté bien équipés et luxueux pour le bien-être psychophysique, en donnant voix au slogan « La vieillesse et la laideur sont des maladies dont on peut et doit se remettre ». 

## Fiche technique
- Titre original italien : Il prof. dott. Guido Tersilli primario della clinica Villa Celeste convenzionata con le mutue[1]
- Réalisateur : Luciano Salce
- Scénario : Alberto Sordi, Sergio Amidei
- Photographie : Sante Achilli
- Montage : Sergio Montanari
- Musique : Piero Piccioni
- Effets spéciaux : Silvio Braconi, Aldo Frollini
- Décors : Franco Bottari
- Costumes : Bruna Parmesan (it)
- Maquillage : Pier Antonio Mecacci (it)
- Production : Ugo Tucci, Bino Cicogna (it)
- Sociétés de production : San Marco Cinematografica
- Pays de production :  Italie
- Langue originale : italien
- Format : Couleur - Son mono - 35 mm
- Durée : 103 minutes
- Genre : Comédie à l'italienne
- Dates de sortie :
  - Italie : 19 décembre 1969 (Turin et Rome) ; 23 décembre 1969 (Milan)

## Distribution
- Alberto Sordi : Guido Tersilli
- Ida Galli : Anna Maria Tersilli
- Pupella Maggio : Antonietta Parise
- Claudio Gora : Professeur De Amatis
- Alessandro Cutolo : Commendatore Valentano
- Giovanni Nuvoletti : Professeur Gustavo Azzarini
- Nanda Primavera : Céleste, mère de Guido
- Marisa Fabbri : Sœur Béatrice
- Gino Lavagetto : médecin Cremona
- Joanna Knox : Mme Corradina Colombo
- Ira von Fürstenberg : Dr. Olivieri
- Franco Abbina : Dr. Misticò
- Sandro Merli : Dr. Drufo
- Claudia Giannotti : Dr. Natoli
- Antonella Della Porta : Mlle Fabiani
- Sandro Dori : Dr. Zucconi
- Filippo De Gara : Dr. Sandolini
- Franca Sciutto : Ersilia Di Gennaro
- Patrizia De Clara : Sœur Pasqualina
- Laura De Marchi : infirmière dormante
- Adriano Amidei Migliano : Dr. Guberti
- Gennaro Masini : époux de Ersilia Di Gennaro
- Paolo Paoloni : Lampredi, agent d'assurance maladie
- Lino Banfi : représentant en médecine
- Jessica Dublin : femme en surpoids
- Marco Tulli : portier du Palazzo dei Congressi
- Luigi Zerbinati : un patient

## Production
Le titre original du film était : Il prof. dott. Guido Tersilli primario della clinica Villa Celeste delle Piccole Ancelle dell'Amore Misericordioso convenzionata con le mutue (litt. « Le docteur Guido Tersilli, directeur de la clinique Villa Celeste des Petites Servantes de l'Amour Miséricordieux affilié à la mutuelle »), qui a ensuite été légèrement raccourci pour des raisons de distribution.

### Tournage
La clinique du film est la maison de retraite Pio XI située à Rome, Via Aurelia 559. La façade de la clinique est différent de celle visible aujourd'hui, les fameux couloirs dans lesquels le Dr Tersilli se promène d'abord avec les médecins puis virevolte avec les assistants dans la scène finale sont les mêmes. 

### Musique
La bande originale est de Piero Piccioni ; le morceau qui accompagne les danses de l'équipe médicale dans les couloirs de la clinique est la « Marcia di Esculapio » (litt. « Marche d'Esculape »). Le long et pressant solo de batterie qui sert d'intro est joué par le batteur Pierino Munari (it). Chant et voix par Lydia MacDonald (it).

## Accueil
Le film a été le troisième plus grand succès de la saison cinématographique 1969-70 avec 6,8 millions d'entrées,.